# Ліпци (Гагарінський район)
Ліпци (рос. Липцы) — присілок Гагарінського району Смоленської області Росії. Входить до складу Пречистенського сільського поселення.
Населення — 126 осіб. 